# Робърт Родет
Робърт Родет (на английски: Robert Rodat) е американски сценарист.
Автор на сценариите за супер продукцията на режисьора Стивън Спилбърг – „Спасяването на редник Райън“ и филма на режисьора Роланд Емерих – „Патриотът“.